# طيور الماء الأساسية
طيور الماء الأساسية (الاسم العلمي: Aequornithes) هي فرع حيوي من الطيور تم تعريفه حديثا وتضم رتب الطيور المائية الأساسية: الغواصيات والنوئيات واللقلقيات والأطيشيات والبجعيات وبطريقيات الشكل.

## التصنيف
- الغواصيات
- النوئيات
- اللقلقيات
- الأطيشيات
- البجعيات
- بطريقيات الشكل